# Prime Standard
Prime Standard es un segmento de mercado de la Bolsa de Fráncfort que incluye compañías que cumplen con estándares de transparencia más altos que los de General Standard (Otro segmento de mercado de la bolsa de Fráncfort), que está regulado por ley. 
Prime Standard incluye informes trimestrales, así como revelaciones ad hoc en alemán e inglés, aplicación de estándares internacionales de contabilidad (IFRS/IAS o US-GAAP), publicación de un calendario financiero y organización de al menos una conferencia de analistas por año. Las compañías deben cumplir con los requisitos de Prime Standard para cotizar en DAX, MDAX, TecDAX y SDAX.
Empresas como Wirecard cotizaron en ese segmento.